# Сан-Огастин (Техас)
Сан-О́гастин (англ. San Augustine) — город в США, расположенный в восточной части штата Техас, в 72 километрах от Далласа. Город является административным центром одноимённого округа штата. По данным переписи за 2010 год число жителей составляло 2108 человек, по оценке Бюро переписи США в 2014 году в городе проживало 2050 человек.

## История
Город был основан в 1832 году на земле, которой владел Томас МакФарлэнд. Название город получил в честь крепости Пресидио-де-Сан-Агусин-де-Аумада, которая, в свою очередь, была названа в честь вице-короля Новой Испании Агустина де-Амада-и-Вилльялона.
В начале Техасской революции командующим техасских сил в Сан-Огастине был назначен Сэм Хьюстон, позже ставший командующим регулярной армии Техаса, а затем президентом республики.
Проведённая в 1901 году железная дорога спровоцировала рост населения города, который продолжался до Великой депрессии.

## География
Координаты Сан-Огастина: 31°31′52″ с. ш. 94°06′39″ з. д..
Согласно данным бюро переписи США, площадь города составляет 12,5 квадратного километра.

### Климат
| Показатель                    | Янв.  | Фев.  | Март | Апр. | Май  | Июнь | Июль | Авг. | Сен. | Окт. | Нояб. | Дек. | Год   |
| ----------------------------- | ----- | ----- | ---- | ---- | ---- | ---- | ---- | ---- | ---- | ---- | ----- | ---- | ----- |
| Абсолютный максимум, °C       | 28,3  | 28,9  | 32,2 | 33,9 | 36,7 | 40   | 40   | 44,4 | 38,9 | 36,1 | 31,1  | 26,7 | 44,4  |
| Средний суточный максимум, °C | 16,7  | 16,4  | 21,2 | 25,3 | 28,9 | 32,8 | 34,2 | 34,3 | 32   | 26,7 | 21,6  | 15,4 | 25,4  |
| Средняя температура, °C       | 10,1  | 10,1  | 14,6 | 18,8 | 22,7 | 26,6 | 28,1 | 27,9 | 25,3 | 19,7 | 14,8  | 9,2  | 19    |
| Средний суточный минимум, °C  | 3,4   | 3,6   | 8    | 12,3 | 16,6 | 20,3 | 21,8 | 21,6 | 18,4 | 12,3 | 8,1   | 2,9  | 12,4  |
| Абсолютный минимум, °C        | −13,3 | −10,6 | −8,3 | −2,2 | 3,9  | 10   | 13,9 | 13,3 | 3,3  | −4,4 | −10   | −9,4 | −13,3 |
| Норма осадков, мм             | 115   | 118   | 108  | 110  | 124  | 115  | 86   | 106  | 96   | 94   | 118   | 142  | 1331  |
| Источник: weatherbase.com     |       |       |      |      |      |      |      |      |      |      |       |      |       |

## Население
Согласно переписи населения, в 2010 году в городе проживали 2108 человек, 796 домохозяйств, 495 семей. Расовый состав города: 39,7% — белые, 51,8% — чернокожие, 0,3% — коренные жители США, 0,4% — азиаты, 6,9% — другие расы, 0,9% — две и более расы. Число испаноязычных жителей любых рас составило 10,5%.
Из 796 домохозяйств, в 25,3% проживают дети младше 18 лет. В 33,3% случаев в домохозяйстве проживают женатые пары, 23,7% — домохозяйства без мужчин, 37,8% — домохозяйства, не составляющие семью. 34,3% домохозяйств представляют из себя одиноких людей, 17,2% — одиноких людей старше 65 лет. Средний размер домохозяйства составляет 2,44 человека. Средний размер семьи — 3,14.
26,2% населения города младше 20 лет, 19,9% находятся в возрасте от 20 до 39, 31,3% — от 40 до 64, 22,7% — 65 лет и старше. Средний возраст составляет 43,6 года.
Согласно данным опросов пяти лет с 2009 по 2013 годы, средний доход домохозяйства в Сан-Огастине составляет 22 476 долларов США в год, средний доход семьи — 37 500 долларов. Доход на душу населения в городе составляет 15 279 долларов США, ниже чем в среднем по стране — 39 997 долларов. Около 29,8% семей и 35,3% населения находятся за чертой бедности. В том числе 65,5% в возрасте до 18 лет и 17,3% в возрасте 65 и старше.

## Образование
Город обслуживается независимым школьным округом Сан-Огастин.

## Известные жители
- Кеннет Льюис Андерсон, четвёртый (и последний) вице-президент Техаса.
- Сэм Хьюстон, первый президент Техаса.
- Джеймс Пинкни Хендерсон, первый губернатор штата Техас.
- Оран Робертс, 17-й губернатор штата Техас.
- Джон Александр Грир, второй вице-губернатор штата Техас.
- Бен Рэмси, 34-й вице-губернатор Техаса.